# Joséphine Getting
Joséphine Getting, née Rothschild le 15 septembre 1877 à Paris et morte assassinée le 5 septembre 1943 à Auschwitz, est une juive française, assistante sociale et créatrice du service social à l’hôpital. Durant la Seconde Guerre mondiale, elle aide à sauver des enfants Juifs. Elle est déportée et assassinée à Auschwitz.

## Biographie
Joséphine Rothschild, est née le 15 septembre 1877 à Paris. Elle n'est pas apparentée à la famille des banquiers Rothschild.

### Première assistante sociale hospitalière
Le 1er mars 1914, Joséphine Getting devient la première assistante sociale hospitalière, à l'hôpital des Enfants malades à Paris.

### Mort
La dernière adresse de Joséphine Getting est au 3 avenue Bugeaud, dans le 16e arrondissement de Paris. Âgée de 66 ans, elle est déportée par le convoi no 59, en date du 2 septembre 1943 du camp de Drancy vers Auschwitz, où elle est assassinée à son arrivée, le 5 septembre 1943.